# (11149) Tateshina
(11149) Tateshina est un astéroïde de la ceinture principale.

## Description
(11149) Tateshina est un astéroïde de la ceinture principale. Il fut découvert le 5 décembre 1997 à Ōizumi par Takao Kobayashi. Il présente une orbite caractérisée par un demi-grand axe de 2,44 UA, une excentricité de 0,06 et une inclinaison de 5,0° par rapport à l'écliptique.

## Compléments